# Festival Internacional de Documentals Ecològics de Bozcaada
El Festival Internacional de Documental Ecològic de Bozcaada o Bozcaada Uluslararası Ekolojik Belgesel Festivali (turc), (BIFED per les seves sigles en anglès) és un festival de cinema de pel·lícules i documentals ecològics. Es fa des del 2014 a l'illa de Bozcaada, Çanakkale, Turquia. És organitzat per l'Ajuntament de Bozcaada i l'Associació d'Empreses de Turisme de Bozcaada.
El primer festival es va realitzar entre el 30 d'octubre i el 2 de novembre de 2014, amb 20 pel·lícules participants en el concurs, de 20 països. La guanyadora va ser “Bir Avuç Cesur İnsan” (Un grapat de valents) de la directora turca Rüya Arzu Köksal. El 2015, el festival va a realitzar entre el 22 i el 25 d'octubre, amb la participació de 16 pel·lícules de 13 països. La guanyadora del "Gran Premi Fethi Kayaalp" va ser la pel·lícula xilena "Sonreír".